# Hernando Siles
Hernando Siles Reyes (Sucre, 5 de agosto de 1882-Lima, 25 de noviembre de 1942) fue un abogado y político boliviano, ejerció como presidente de Bolivia desde el 10 de enero de 1926 hasta su renuncia, el 27 de mayo de 1930. Fue padre de los presidentes Hernán Siles Suazo y Luis Adolfo Siles Salinas y también fue progenitor del historiador y rector de la Universidad Mayor de San Andrés (UMSA) Jorge Siles Salinas.
Siles se caracterizó por su labor fecunda en todos los campos de la vida nacional, aunque su gobierno estuvo marcado por varios problemas económicos que llevaron al país a incrementar fuertemente su deuda externa. Fue uno de los precursores del nacionalismo boliviano. Durante su gobierno, el conflicto por la región del Chaco con Paraguay creció y se registraron los primeros enfrentamientos entre ambos países hacia 1928, luego de la captura del Fortín Vanguardia por el ejército paraguayo. Siles intentó resolver el conflicto de forma pacífica durante su mandato, aunque este desembocaría años más tarde en la guerra del Chaco. 
Siles fue derrocado en 1930 y se exilió en Chile. Posteriormente, volvió a Bolivia y fue designado embajador de su país en Perú, donde falleció en 1942.

## Biografía
Hernando Siles nació un 5 de agosto de 1882 en la ciudad de Sucre del Departamento de Chuquisaca. Sus padres fueron Adolfo Siles Lucuy y Remedios Díaz de los Reyes y Nestares. Hernando realizó sus estudios primarios y secundarios en su ciudad natal. Cabe mencionar que siendo todavía un jovenzuelo de apenas 17 años de edad, Hernando Siles alcanzó a ser testigo visual del estallido de la denominada Guerra Federal, más conocida también como la guerra civil boliviana de 1899, que fue un conflicto bélico entre los revolucionarios liberales paceños liderados por el general José Manuel Pando (1848-1917) contra el gobierno de los conservadores chuquisaqueños liderados por el entonces presidente de Bolivia Severo Fernández Alonso (1849-1925), por el cambio de la sede de gobierno de la ciudad de Sucre a la ciudad de La Paz.
Concluido el conflicto bélico y la consiguiente convulsión política, Siles continuó con sus estudios superiores ingresando en 1900 a la facultad de derecho de la Universidad Mayor, Real y Pontificia de San Francisco Xavier de Chuquisaca, de donde se graduaría como abogado de profesión en la especialidad de derecho civil el año 1905.

### Vida laboral
Durante los primeros años de su vida, Siles se dedicó al trabajo universitario. Ya a principios del siglo XX, se desempeñó como catedrático de la Universidad Mayor, Real y Pontificia de San Francisco Xavier de Chuquisaca en la ciudad de Sucre, donde llegaría a ser el rector de la universidad.
Ejerció también la abogacía de forma independiente en la ciudad de La Paz, en donde a la vez se desempeñaría también como catedrático de la Universidad Mayor de San Andrés (UMSA), llegando a ser decano de la Facultad de Derecho de dicha universidad.

### Carrera política
Su ingreso a la política boliviana fue algo tardía. En 1920, a sus 38 años, Siles fue elegido como miembro de la Asamblea Constituyente, representando al Departamento de Oruro para la "Convención Nacional" de ese año, la cual decidiría quién iba a ser el futuro Presidente de Bolivia. Por aquellos días, los republicanos (liderados por Bautista Saavedra) habían derrocado al presidente José Gutiérrez Guerra mediante un golpe de Estado llevado a cabo el 12 de julio de 1920.
Años más tarde, Hernando Siles ocupó el cargo de senador por el Departamento de Chuquisaca en el Congreso Nacional.
Fue nombrado ministro de Instrucción Pública de Bolivia durante el gobierno del presidente Bautista Saavedra y meses más tarde fue nombrado ministro de Guerra y Colonización por el mismo gobierno.

### Elecciones presidenciales de 1925
Tras la sorpresiva anulación de las elecciones presidenciales de mayo de 1925, los republicanos socialistas decidieron elegir esta vez a Hernando Siles como su candidato a la presidencia para las elecciones presidenciales de diciembre de ese año. Pero antes, Bautista Saavedra, quien era jefe del Partido Republicano Socialista —partido que junto al Partido Republicano Genuino, surgió tras la disolución del Partido Republicano—, obligó a Siles a firmar un «Documento de Compromiso» en donde se estipulaba que en caso de ganar las elecciones, Siles se comprometería a un sometimiento y fiel obedecimiento al liderazgo de Saavedra. Como candidato vicepresidencial, Bautista Saavedra puso a su hermano menor Abdón Saavedra, por si las dudas. Cabe mencionar que Hernando Siles firmó tranquilamente el documento que le comprometía con Bautista. Pero una vez en la presidencia, otra ya sería la historia.

#### Candidatos
Para las elecciones de ese año, se presentaron dos candidatos. Hernando Siles (43 años) y Abdón Saavedra Mallea (53 años) representando al Partido Republicano Socialista (candidatos oficialistas del gobierno) y por el otro bando se presentó Daniel Salamanca Urey (57 años) y José Luis Tejada Sorzano (43 años) representando al Partido Republicano Genuino (de oposición al gobierno). Cabe recordar que Salamanca era el jefe del partido que representaba.

#### Resultados
Las elecciones se realizaron el día martes 1 de diciembre de 1925. Alrededor de 72.549 ciudadanos acudieron a las urnas electorales para elegir al presidente con el sistema de "Voto Calificado". Los resultados finales dieron por ganador al candidato Hernando Siles Reyes con el 97,3 % de la votación (70.612 votos). En segundo lugar había salido Daniel Salamanca con el 2,67 % de la votación (1.397 votos).

## Presidente de Bolivia

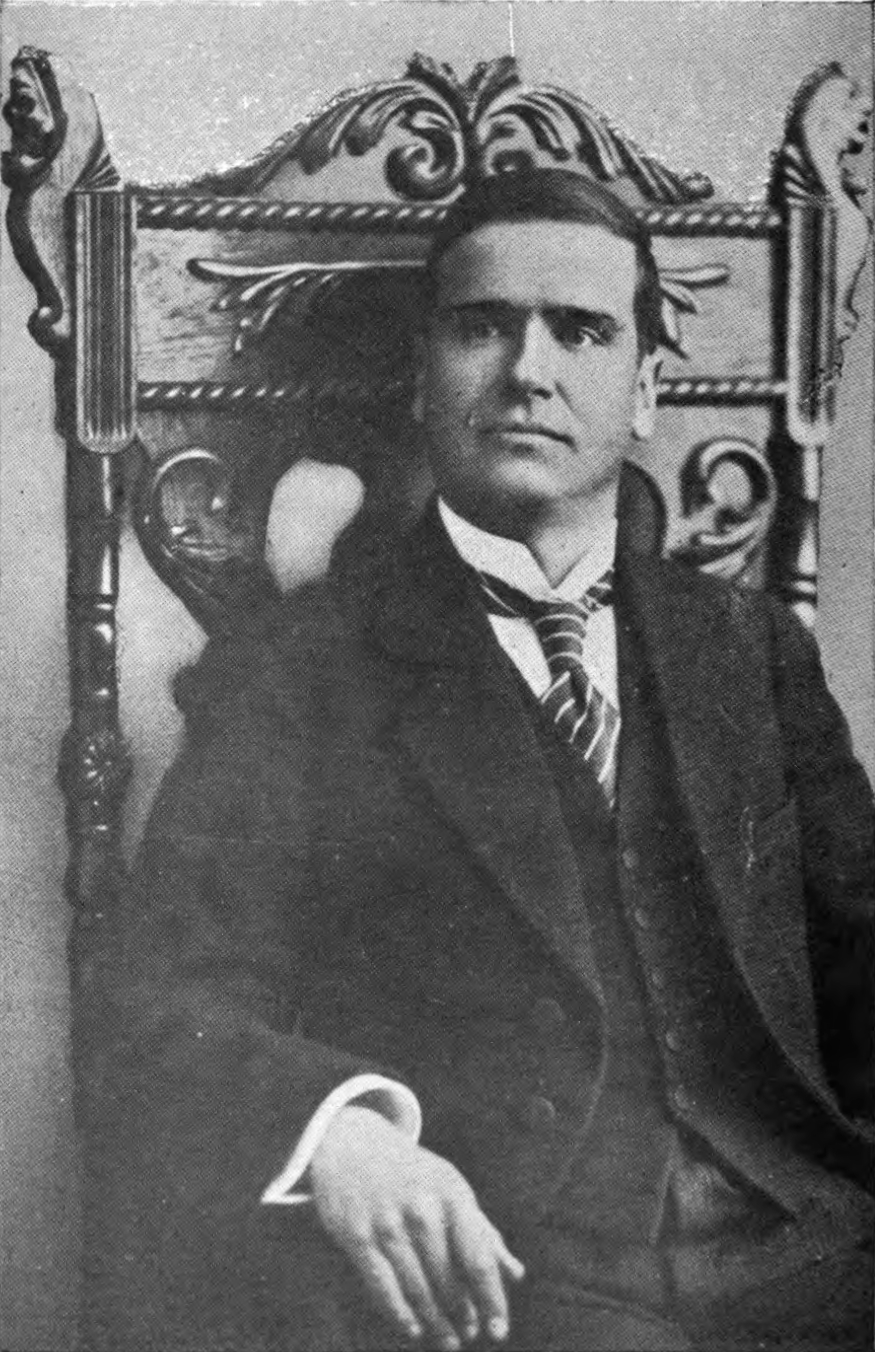
Hernando Siles Reyes, presidente de la República de Bolivia.

Hernando Siles se posesionó como presidente de Bolivia el miércoles 10 de enero de 1926, a sus 43 años de edad, junto  a Abdón Saavedra de 53 años como vicepresidente de Bolivia.

### Destierros y clausura de periódicos
La gestión gubernamental de Hernando Siles comenzó algo menos turbulenta en comparación a la gestión del presidente Bautista Saavedra (1921-1925). Cabe aclarar que el gobierno de Siles no pudo salvarse de ser intransigente y violento. Gran parte de su gobierno se desarrolló con el estado de sitio vigente en el país, que su antecesor (Felipe Segundo Guzmán) había aplicado antes de salir de la presidencia.
El gobierno de Siles aplicó el destierro, desterrando a relevantes personalidades de su época, así como también a sus opositores. También durante su gobierno fueron frecuentes la clausura de periódicos.

### Ruptura con el saavedrismo
El presidente Hernando Siles al inicio de su gobierno recibió apoyo gracias una amnistía dictada hacia sus opositores, y luego, ya hacia el final de su gobierno, Hernando Siles hizo reales esfuerzos para tener un gobierno con amplia representación, de esta manera además, se separaba de la tutela y sujeción política respecto del expresidente Bautista Saavedra, que en esos momentos se encontraba como embajador de Bolivia en Europa.
Nada más iniciar su gobierno, Hernando Siles quiso deshacerse de su vicepresidente Abdón Saavedra, hermano del expresidente Bautista Saavedra, por lo que lo envió al exterior con el pretexto de retribuir con el agradecimiento a esos países que enviaron sus legaciones para los festejos del Centenario de Bolivia (1825-1925), durante el gobierno de Bautista Saavedra.
Cuando Abdón Saavedra quiso volver a Bolivia, el gobierno de Siles le dificultó su retorno, tratando de impedirle la entrada a territorio boliviano, y cuando finalmente consiguió entrar al país, hubo una manifestación multitudinaria en su contra, que lo obligó tomar la dura decisión del auto-exilio. Estando en Europa Bautista Saavedra se enteró de lo sucedido con su hermano, por lo que decidió romper relaciones con el presidente Hernando Siles. Tiempo después, cuando Bautista Saavedra quiso volver a Bolivia, se le impidió el ingreso.

#### Oposición gubernamental
Cabe recordar que las relaciones de Siles y sus opositores "liberales" (Partido Liberal de Bolivia) y "republicanos genuinos" (Partido Republicano Genuino) tuvieron sus altos y sus bajos. Sin embargo, durante su gobierno, destacados políticos de estos partidos llegaron incluso a formar parte de su gabinete ministerial.

### Creación del Partido de la Unión Nacionalista (PUN)
La ruptura política que Hernando Siles había realizado en 1926 con el republicanismo "Saavedrista" de Bautista Saavedra, más su necesidad de distancia con sus opositores liberales y republicanos genuinos, obligó a Hernando Siles a que promoviera e impulsara la creación de un nuevo partido político, en donde esta vez puso a los jóvenes para que fueran ellos los protagonistas y no los políticos sexagenarios (más de 60 años). Es en ese sentido, que el Partido de la Unión Nacional o Nacionalista (PUN), o también llamado se Partido Nacionalista, se funda el 29 de diciembre de 1926 —o el 5 de enero de 1927.
La figura de la presencia de notables jóvenes intelectuales de la época como: Walter Guevara Arce, Víctor Paz Estenssoro, Augusto Céspedes, Carlos Montenegro y Roberto Hinojosa explicarían perfectamente la tendencia germinal de este grupo. Además de la parte declamativa y política; lo novedoso del planteamiento del programa partidario, compuesto por hombres muy jóvenes (la mayoría veinteañeros) fue que proponían la descentralización, un código de trabajo, autonomía universitaria, la creación de un banco central y varias leyes sociales en favor de la mujer boliviana (ya que la mujer en aquella época estaba muy olvidada por la sociedad o relegada de participar en la vida política del país y ni tenían el derecho de  votar en elecciones, reservado solo exclusivamente para los varones).
Pero a mediano plazo de tiempo, este partido terminó al final siendo dominado por los disidentes políticos del viejo Partido Liberal de Bolivia como Rafael Taborga, Alfredo Mariaca, y Rafael Cortadellas, los cuales no se atrevieron a llevar a cabo la realización de estas jóvenes ideas liberales (para la época) postergándolas por 20 años más, hasta la década de los "Años 50". A largo plazo, las verdaderas intenciones del presidente Hernando Siles al apoyar la creación de este partido fueron, en un principio, garantizarse respaldo durante el tiempo que durara su gobierno. Sin embargo, lo que en realidad estaba ocurriendo —sin que él lo advirtiera— era la gestación de un "germen político" integrado por toda una generación de jóvenes, quienes, veinticinco años más tarde, plasmarían sus ideas al llegar al poder durante la Revolución Nacional de 1952. Hernando Siles jamás llegaría a ver esa revolución.

### Contracción de deudas
El gobierno de Siles estuvo marcado por las dificultades económicas. Cabe mencionar que en los "Años 20", los "Gobiernos Republicanos" (1920-1930)  contrajeron la mayor deuda externa de Bolivia de la primera mitad del siglo XX (1900-1950), en porcentaje esto representaba el 80 % de toda la deuda contraída hasta antes del comienzo de la guerra del Chaco con el Paraguay.
Esto condujo a Bolivia a una situación de mora (tardanza) y discontinuidad del crédito externo (préstamos) al país durante mucho tiempo hasta la década de los años 50. Sin embargo, cabe resaltar que parte importante de estos créditos se usó en la amortización de la infraestructura ferroviaria de Bolivia y otra parte se usó en vías camineras de gran utilidad para el país. Otra parte importante de esos créditos se destinó a la modernización bélica del Ejército boliviano (que años después, demostraría haber sido clave durante la guerra del Chaco). Y finalmente lo que sobró se utilizó en la adecuación del sistema financiero bancario y el pago de la deuda interna.

### Construcciones

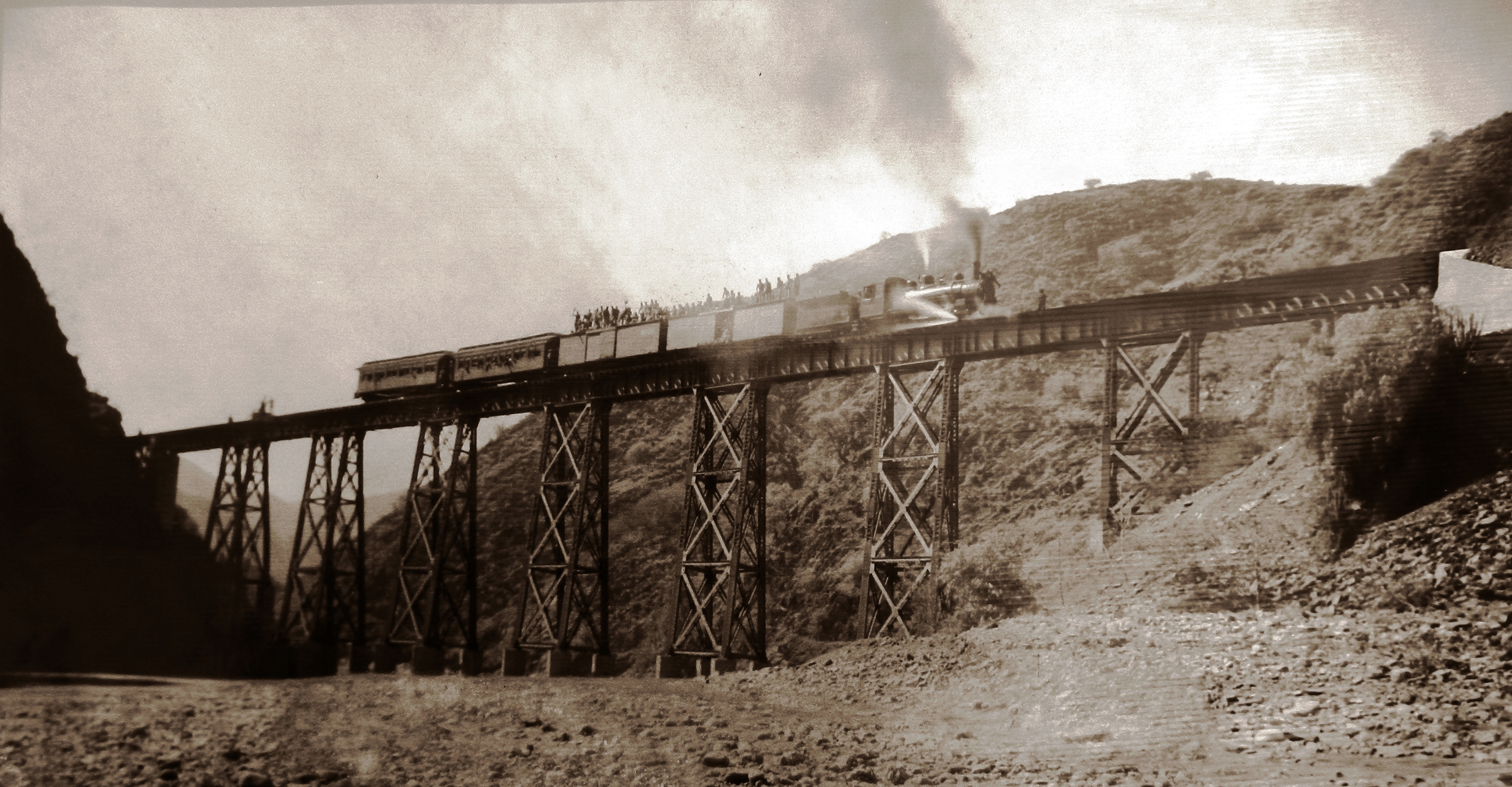
Construcción de los tramos del Ferrocarril Potosí-Sucre (foto de 1931).

#### Ferrocarriles y caminos
La construcción de ferrocarriles no se detuvo, completando algunas líneas iniciadas en el periodo anterior. El gobierno insistió en el tramo ferroviario Cochabamba-Santa Cruz de la Sierra, que finalmente no se pudo realizar.
- Bolivia recibió de Chile la administración del Ferrocarril Arica-La Paz en el tramo del lado boliviano, en cumplimiento al tratado de Paz y Amistad de 1904.

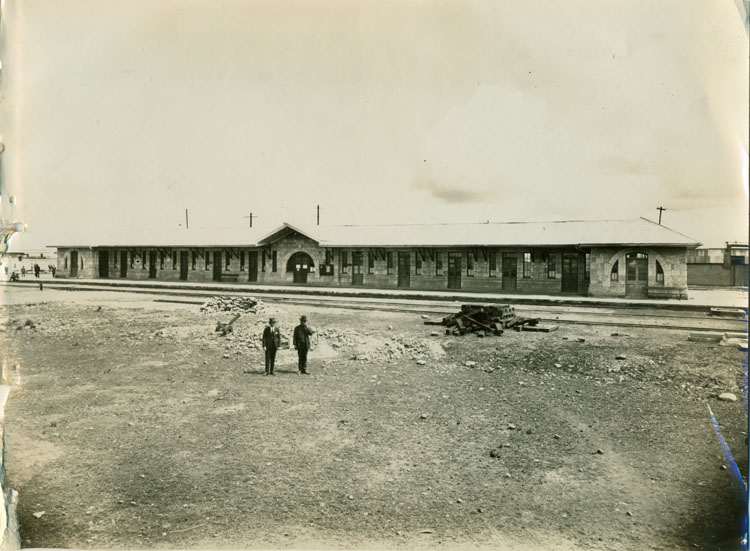
Vista de 1928 de la estación del Ferrocarril Arica-La Paz, en La Paz (Viacha).

- Se construyó el camino Tarija-Villamontes como parte de la estrategia de penetración hacia el Chaco.
- Se avanzó en la ruta Chimoré-Santa Cruz de la Sierra con la idea de lograr una carretera de automóviles Cochabamba-Santa Cruz de la Sierra.
- Se comenzó a abrir el camino hacia los yungas paceños.
- El Ferrocarril Potosí–Sucre llegó a la población de Yotala.

Como se puede ver, el gobierno de Hernando Siles intentó integrar y desarrollar el oriente boliviano a partir de los proyectos viales hacia el Departamento de Santa Cruz y del plan de Hans Grether que proponía una estrategia de desarrollo económico y agrícola de aquella parte del país.

#### Infraestructuras
En el ámbito urbano, en La Paz (sede de gobierno) se terminaron de construir el edificio del banco central (antiguo), el del Ministerio de Hacienda y por último el año 1930 se inauguró el entonces monumental estadio para aquella época, que lleva el nombre del presidente Siles y que fue uno de los primeros con estructura de cemento en América Latina.

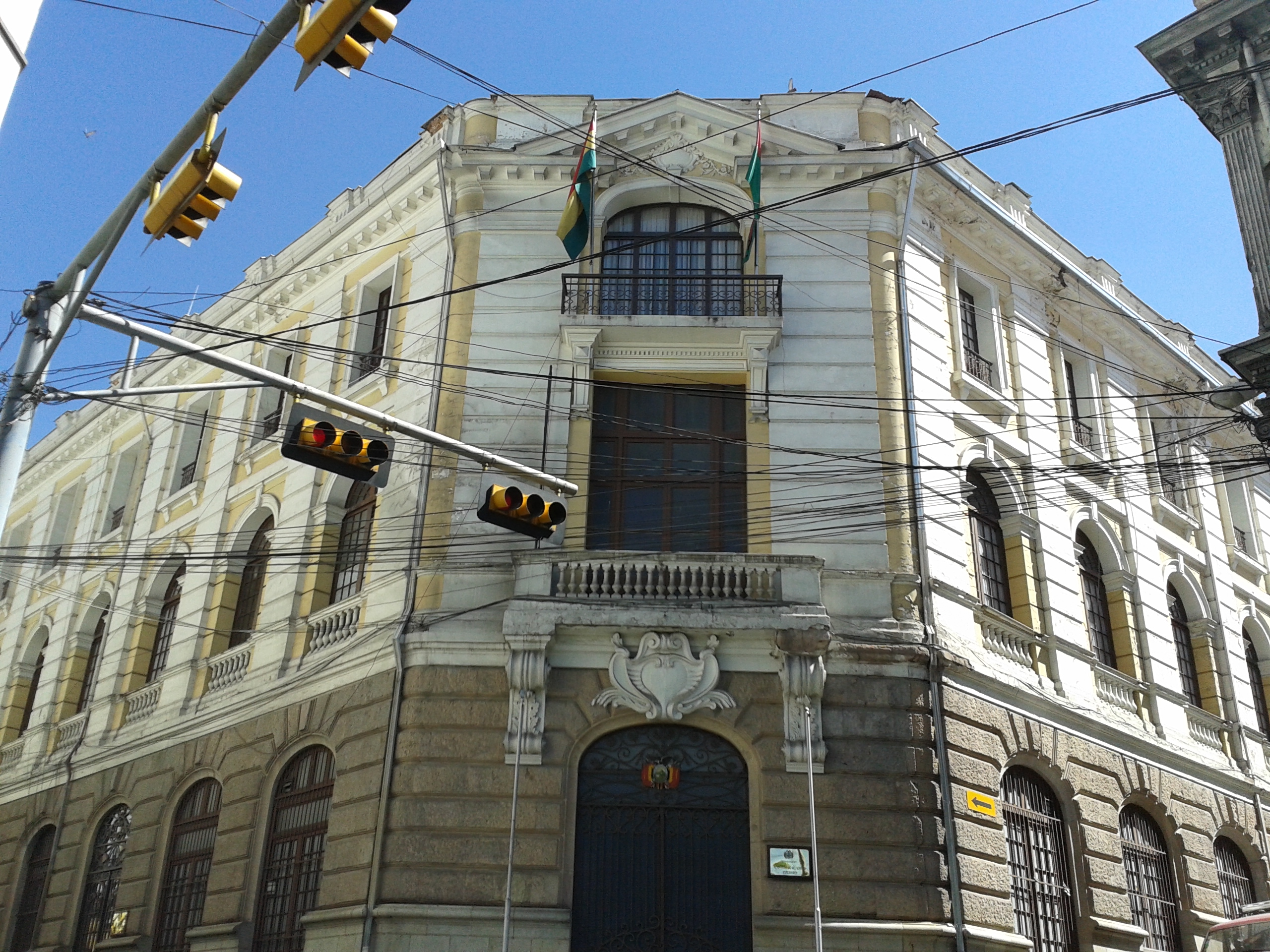
Fotografía del antiguo Banco Central de Bolivia (en la actualidad, convertido en la biblioteca del banco).

El Lloyd Aéreo Boliviano (LAB), principal línea aérea del país, recibió apoyo económico del gobierno de Siles con la adquisición de modernos aviones de la época y la construcción de varias pistas de aterrizaje. En el norte del país, el infatigable Federico Roman hizo importantes trabajos en Riberalta, Guayaramerin y Cachuela Esperanza.

### Llegada de la radio a Bolivia
Durante el gobierno de Hernando Siles, sale al aire la primera transmisión de radio de Bolivia el 3 de marzo de 1929 en la ciudad de La Paz. Fue un esfuerzo realizado por los hermanos Costas que importaron a Bolivia un equipo "Steinite" y fundaron "Radio Nacional". La radio cumpliría un papel importante de información, entretenimiento y sobre todo integración a lo largo del siglo XX en Bolivia.
Poco tiempo después, en el año 1933 nacería "Radio Illimani" (actualmente denominado "Radio Red Patria Nueva"), siendo también a la vez la más antigua de Bolivia y cuya potencia la convirtió en la primera radio con trascendencia internacional. Esta emisora inicialmente fue creada para difundir información del frente de batalla durante la guerra del Chaco y dar al mundo el punto de vista de Bolivia sobre el conflicto.

### Misión financiera Kemmerer

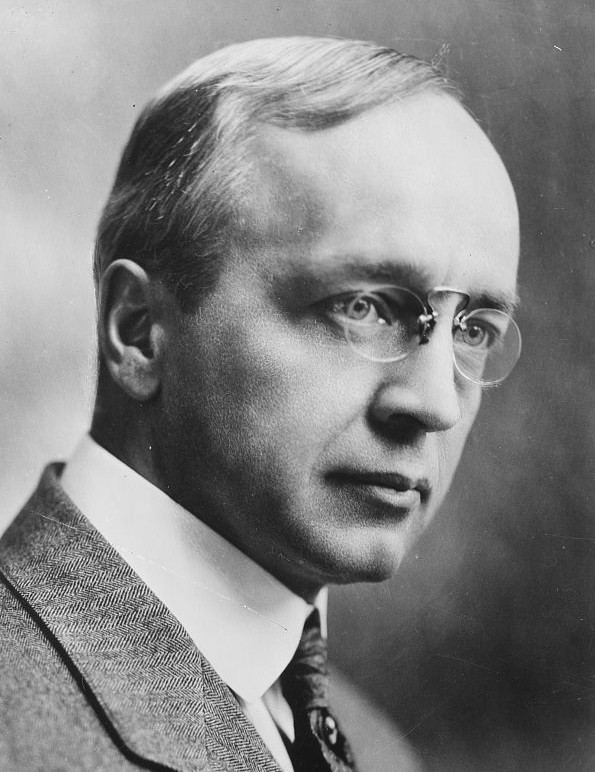
Foto del economista estadounidense Edwin Walter Kemmerer (1875-1945).

El año 1927, el gobierno de Hernando Siles invitó a Bolivia a la misión financiera estadounidense presidida por Edwin Walter Kemmerer, que había estado realizando una gira por varios países sudamericanos (Colombia, Chile, Ecuador y Perú) con el fin de ordenar sus sistemas financieros. Cabe resaltar que esta misión fue una de las más importantes para la historia financiera y bancaria de Bolivia.
Una de las razones de esta presencia de los Estados Unidos de América fue la necesidad de avalar a un país altamente endeudado y pobre durante esos años. En ese momento los minerales representaban al 93 % de todas las exportaciones bolivianas, de los cuales el 74 % era de estaño. Pero a pesar de que Bolivia era un país eminentemente minero en aquella época, la balanza comercial era favorable ya que Bolivia exportaba 98 millones de dólares e importaba 53 millones de dólares, en promedio constante durante el gobierno de Hernando Siles. Pero sin embargo cabe recordar que solamente apenas el 16 % de los ingresos del Tesoro General de la Nación (TGN) provenían de los impuestos de la minería.
En 1927, Bolivia contrajo una deuda de 14 millones de dólares de la casa estadounidense Dillon Reed & Company. A la vez, este préstamo se sumaba también al préstamo (obtenido en 1922) de la "Stifiel Nicolaus" por 33 millones de dólares, durante el gobierno de Bautista Saavedra con un elevado interés del 8 %. El servicio de pago a la deuda era terriblemente oneroso, pues comprometió todos los ingresos económicos de las aduanas que recibía el Estado boliviano. La situación de Bolivia durante finales de los "Años 20" fue muy crítica siendo de tal manera que para el año 1927, el 50 % de todos los ingresos económicos de Bolivia se iban solo exclusivamente en el pago de las deudas externas. En ese momento operaban 6 bancos en el país.
Cuando la misión Kemmerer llegó a Bolivia, la primera medida de cambio que implantó fue:
- La regularización del sector bancario boliviano a través de la Ley General de Bancos del 11 de julio de 1928, esto para darle un mejor funcionamiento a la banca.
- La creación del Banco Central de Bolivia (BCB) en 1928, como un apoyo al sistema financiero y no como un competidor de este.
- La creación de la Contraloría General de la República, esto con el objetivo de una mejor fiscalización (control) de los gastos públicos que el estado boliviano realizaba.
- Se estableció la obligación de aprobar el Presupuesto General de la Nación (PGN) antes de su aplicación y no después como había ocurrido hasta ese entonces, además de racionalizar el PGN. También se realizaron algunas normas impositivas para los tributos e impuestos. Se dictó también una Ley Monetaria.

Estos cambios realizados durante los años 20 por el gobierno de Hernando Siles, tuvieron tal trascendencia de importancia, que se aplicaron en Bolivia casi sin alteraciones por más de medio siglo, llegando a durar inclusive hasta la década de los años 80 (1980-1989).
La oposición a estos cambios por parte de los opositores de aquella época, fue tal, que Siles tuvo que dictar el estado de sitio para luego imponerlo en el país. De esa manera Siles envió al exilio a varios opositores contrarios a las medidas de su gobierno.

### Tratado de 1929
En las relaciones internacionales de Bolivia, se produjeron dos hechos muy importantes. El primero de ellos fue la resolución de la cuestión de las poblaciones de Tacna y Arica. El laudo de Estados Unidos de 1925 fue el preámbulo del tratado de 1929. Tanto Chile como Perú rechazaron la propuesta Kellog de una solución tripartita del problema.
El 3 de junio de 1929, Chile y Perú firmaron en la ciudad de Lima el tratado en donde se definía que Arica pertenecería a Chile y Tacna pertenecería al Perú. De ese modo, el Perú renunciaba a su pretensión de poseer soberanía sobre Arica. En lo concerniente a Bolivia, el texto decía: "(Chile y Perú) no podrán sin previo acuerdo entre ellos, ceder a una tercera potencia (Bolivia) la totalidad o parte de los territorios que quedan bajo sus respectivas soberanías". En la práctica, años después, toda negociación bilateral entre Bolivia y Chile quedó bloqueada entre otras razones por esa condición del tratado de 1929.

### Conflicto del Fortín Vanguardia
El otro hecho importante ocurrido durante el gobierno de Siles, fue sobre la cuestión del territorio del Chaco, este tema volvió a avivarse nuevamente y peligrosamente. En la ciudad de Buenos Aires, en Argentina, se celebró una conferencia en la que Paraguay insistió en su reclamo de todo el territorio chaqueño para su soberanía. Cabe resaltar que este encuentro se frustró.
En tanto, en el terreno del Chaco, unas maniobras militares realizadas por el ejército paraguayo en "zona de litigio", derivaron en el apresamiento de un oficial paraguayo por tropas bolivianas.
La respuesta por parte del Paraguay fue un ataque al fortín boliviano Vanguardia el 5 de diciembre de 1928. Cabe recordar y mencionar que desde 1923 hasta 1928 (5 años), Bolivia había logrado construir 11 fortines de avanzada en el territorio del Chaco; el fortín Vanguardia era uno de ellos.
En represalia a ese ataque inicial, Bolivia atacó 2 fortines paraguayos: el fortín Boquerón y el fortín Mariscal López, haciendo una toma simbólica de ellos. Pero el gobierno de Hernando Siles no fue más allá, ya que dio preferencia a resolver este conflicto por el camino de la paz. Varios países latinoamericanos habían conformado un comité de conciliación en donde se llegó a la conclusión de que la responsabilidad inicial (culpa) fue paraguaya, obligando al Paraguay a reconstruir y dejar el fortín boliviano Vanguardia. A su vez Bolivia también abandonaría los dos fortines paraguayos que había tomado. Así se resolvió una tensión prebélica, pero la espina ya estaba clavada.

## Sublevaciones indígenas
La estabilidad del gobierno de Hernando Siles estuvo permanentemente amenazada por las sublevaciones indígenas. Estas sublevaciones fueron siempre una constante durante toda la década de 1920 que había empezado inicialmente durante los gobiernos del partido republicano. Algunos de estos levantamientos se volvieron manifestaciones muy significativas.

### Sublevación de Jesús de Machaca de 1921
El primer caso fue el de Jesús de Machaca en el departamento de La Paz. Si bien el trasfondo de este problema fue la situación de explotación y expoliación de tierras, el móvil para la sublevación fue el abuso hacia los indígenas por parte del corregidor del pueblo Luis Estrada. 
Los líderes de esta revolución fueron los hermanos Faustino Llanqui y Marcelino Llanqui, que lograron movilizar entre 3.000 a 4.000 indígenas aymaras. Cabe recordar que los hermanos Llanqui eran maestros rurales, específicamente  educados para impartir enseñanzas a los indígenas de la región. El 12 de marzo de 1921, durante el gobierno del presidente Bautista Saavedra, los sublevados asaltaron el pueblo, quemando las principales casas y terminaron asesinando al corregidor Luis Estrada junto a toda su familia y a otros 13 vecinos más a los que apedrearon y los quemaron también.
La reacción del gobierno no se hizo esperar. En represalia por lo sucedido, el presidente Bautista Saavedra ordenó el envío de un destacamento militar conformado por 1.500 hombres al mando del coronel Vitaliano Ledezma. La operación represiva incluyó el asesinato de un número indeterminado de comunarios indígenas, entre ellos mujeres y niños. Las tropas gubernamentales incendiaron alrededor de 130 viviendas, robaron más de mil cabezas de ganado vacuno de distinto tipo y procedieron a capturar a los insurrectos, enfocándose especialmente en los principales líderes de la rebelión, los hermanos Llanque. Estos fueron sometidos a juicio: uno fue condenado a la pena capital y el otro recibió una condena de diez años de prisión.
A raíz de este problema, varios ayllus y comunidades indígenas que habían participado de la sublevación, quedaron seriamente afectados, teniendo que abandonar las residencias donde vivían y emigrar a otros lugares debido al lamentable estado en que habían quedado sus viviendas tras haber sido arrasadas por las tropas (Ejército de Bolivia).

### Sublevación de Chayanta de 1927
Sin embargo, el levantamiento indígena más grande y de mayor envergadura fue el de Chayanta, ocurrido en 1927 durante el gobierno del presidente Hernando Siles. A diferencia de la sublevación de Jesús de Machaca, esta revuelta se extendió por los departamentos de Potosí, Chuquisaca, Oruro y La Paz , alcanzando una magnitud considerable. Como en anteriores ocasiones, las causas principales fueron los abusos cometidos por los patrones en las haciendas, los cobros excesivos o ilegales, la amenaza sobre las tierras comunales y la ampliación del servicio militar obligatorio  a los indígenas colonos. Estos factores desencadenaron el levantamiento.
La sublevación de Chayanta se inició el 25 de julio de 1927 en la localidad de Ocurí. Varios indígenas se desplegaron por las serranías de Chayanta y en varias provincias de los tres departamentos.
Ante esta situación, Hernando Siles adoptó la misma postura que el expresidente Bautista Saavedra y ordenó al ejército sofocar y desarticular las sublevaciones. Los indígenas alzados en armas se enfrentaron a las tropas gubernamentales con hondas, palos, piedras y algunas armas de fuego que lograron reunir. La magnitud del levantamiento fue tal que el movimiento rebelde se prolongó por más de dos meses. El ejército de Bolivia se vio obligado a desplegar más unidades militares para contener la revuelta, logrando finalmente vencer a los insurgentes y dispersar a las masas sublevadas, aunque no sin dificultades.
A diferencia de Bautista Saavedra, la diferencia más notable radica en la actitud adoptada por el presidente Hernando Siles. Una vez sofocadas las sublevaciones indígenas, Siles decidió amnistiar a los responsables que habían sido capturados. Esta medida rompió con la tradición imperante hasta entonces, caracterizada por la prisión, la vejación, el maltrato físico e incluso la muerte de los alzados, prácticas comunes entre los presidentes de Bolivia que lo precedieron.

## Masacre de Potosí de 1929
El 14 de mayo de 1929, durante las elecciones parlamentarias, se produjeron varias manifestaciones en la ciudad de Potosí. Para dispersar las protestas, tropas del ejército boliviano abrieron fuego contra un grupo de manifestantes. El número exacto de muertos en este sangriento episodio nunca fue determinado con certeza, y hasta la actualidad no se cuenta con datos concluyentes. Sin embargo, el informe oficial del jefe de Estado Mayor del Ejército, dirigido al presidente Siles, señalaba que en la acción se dispararon 80 cartuchos. En ese momento, el cargo de jefe de Estado Mayor lo ocupaba el general Hans Kundt, quien poco tiempo después sería nombrado ministro de Guerra.

## Ilusión Prorroguista de Continuidad

### Idea y plan de Prórroga
El mandato presidencial de Hernando Siles comenzó el 10 de enero de 1926 y debía concluir el 10 de enero de 1930, conforme al periodo de cuatro años establecido por la Constitución Política del Estado de la época. Sin embargo, los sectores más cercanos al presidente empezaron, primero, a sugerir y luego a proponer abiertamente la prórroga de su mandato. Hernando Siles terminó dejándose influir por las insistentes recomendaciones de su círculo más próximo.
Para evitar esta riesgosa decisión, varias personalidades destacadas del país instaron al presidente Siles a desistir de su intención de mantenerse en el poder. Entre ellas se encontraba el expresidente Ismael Montes Gamboa. Sin embargo, descontento con estas advertencias, el gobierno de Siles optó por desterrar a Ismael Montes y adoptó con determinación la idea de prorrogar su mandato.
A través de una ley interpretativa, el Congreso de entonces (actual Asamblea Legislativa Plurinacional) prorrogó el mandato presidencial de Hernando Siles, extendiéndolo desde el 10 de enero hasta el 6 de agosto de 1930. Sin embargo, la intención de fondo era lograr una prórroga con miras a un nuevo mandato, mediante un proceso electoral que permitiera al presidente permanecer en el poder por varios años más, y no solo unos pocos meses. Es importante señalar que la Constitución Política de la época establecía un único mandato de cuatro años sin posibilidad de reelección. Para sortear este obstáculo, los partidarios de Siles acordaron convocar a una Asamblea Constituyente con el fin de reformar la Constitución. Pero, para que dicho procedimiento tuviera validez formal, el presidente debía presentar su renuncia al cargo. Y así lo hizo.

### Gabinete ministerial "Silista" en el poder
Hernando Siles renunció a la presidencia de Bolivia el 28 de mayo de 1930 dejando el mando del país a su gabinete ministerial, con la esperanza de que éste convocara inmediatamente a una Asamblea Constituyente para modificar la Constitución y luego a través de elecciones acceder nuevamente a la presidencia. Pero lo que pasaron por alto el presidente Siles y sus aliados fue el mecanismo de sucesión. En efecto, cabe recordar que a pesar de que en 1926 el vicepresidente Abdón Saavedra Mallea fue exiliado al exterior por el gobierno de Siles, este aún no había renunciado ni había sido destituido de su cargo vicepresidencial por lo que en un caso como este le correspondía la presidencia por sucesión constitucional. Ésta es una situación por demás inédita en la historia de Bolivia. Aun así, Siles y sus seguidores decidieron continuar con su plan y siguieron adelante con sus proyectos.
Se hizo cargo del gobierno el gabinete ministerial de Hernado Siles, el cual estaba compuesto por los siguientes ministros:
- David Toro Ruilova (futuro Presidente de Bolivia en 1936-1937)
- Hans Kundt
- Carlos Banzer
- Ezequiel Romecín
- Alberto Diez de Medina
- Franklin Mercado
- José Aguirre Achá
- Fidel Vega

Es de destacar que la idea de prórroga había nacido muerta. Durante los días que el gabinete se encontraba gobernando el país, éste no pudo resolver los problemas que iban surgiendo. El hecho es que el gobierno de Hernando Siles había perdido todo sustento y apoyo en el seno de la sociedad civil como lo prueban los sangrientos hechos de Potosí en 1929. El gabinete apenas tuvo tiempo de convocar a elecciones para llamar a una Asamblea Constituyente, que finalmente nunca se realizó. Luego, desde junio de 1930 comenzaron disturbios sociales protagonizados en primer lugar por estudiantes, a los que sumaron después algunos militares.

### Caída de Hernando Siles
El 22 de junio de 1930 tuvo lugar una marcha de protesta popular y estudiantil en la ciudad de La Paz, sede de gobierno, que culminó en un trágico baño de sangre. La movilización se originó tras la muerte del estudiante Román Paz, abatido por efectivos de policía boliviana. Enardecida, la multitud trasladó su cadáver hasta la Plaza Murillo, donde efectivos de la policía abrieron fuego indiscriminadamente contra los manifestantes, dejando un número indeterminado de muertos. El historiador Robert Brockmann estima que las víctimas fatales de esa jornada ascienden a 26, en lo que fue, sin duda, uno de los episodios más trágicos vividos en la sede de gobierno en muchos años.
Finalmente, entre el 24 y el 28 de junio de 1930 se produjo el levantamiento de algunas unidades militares. El primero en amotinarse fue el Regimiento Camacho 1 de Artillería acantonado en la ciudad de Oruro el 24 de junio, luego le siguieron el Regimiento Aroma de Umala (La Paz), el Regimiento Ballivián de Challapata (Oruro), la guarnición de Viacha de La Paz, el Regimiento "Perez" de Potosí y finalmente los cadetes del Colegio Militar del Ejército en La Paz. A ellos se sumaron también los estudiantes universitarios de la Universidad Mayor de San Andrés (U.M.S.A) y otros segmentos sociales. En su mayoría se trató de una acción estrictamente militar de carácter violento que enfrentó a dos facciones del Ejército de Bolivia dejando un saldo de varios muertos y heridos. Pues cabe mencionar que durante esta confrontación militar, el ejército se dividió en dos partes: los militares que apoyaban la continuidad del gobierno de Siles como Hans Kundt (ministro de guerra) y David Toro (ministro de gobierno) y la otra parte que se había sublevado a favor de la constitución y en contra de la prórroga del gobierno de Siles. Entre esos militares se encontraban Carlos Blanco Galindo, Bernardino Bilbao Rioja, Filiberto Osorio, Oscar Mariaca Pando, José Leonardo Kanza y Emilio Gonzales Quintin.
Finalmente, la revolución de corte golpista triunfó y Hans Kundt fue apartado de su cargo, tras lo cual huyó de Bolivia rumbo a Alemania. Kundt regresaría al país dos años más tarde, en 1932, por última vez y a solicitud del presidente Daniel Salamanca Urey, con el propósito de asumir el mando de las tropas bolivianas durante la guerra del Chaco contra Paraguay.
En lo que respecta a Hernando Siles, su residencia fue saqueada por una multitud enfurecida. Ante estos acontecimientos, el expresidente se vio obligado a refugiarse en una embajada para resguardar su vida. El nuevo gobierno, encabezado por el general Carlos Blanco Galindo, decidió exiliarlo a Chile. Así concluyó la fallida tentativa prorroguista de un hombre de derecho que, finalmente, cedió a la tentación del poder.

### Vida pospresidencia
Siles Reyes fue autor de las siguientes obras: Código Civil, Código Penal, Procedimiento Civil, Derecho Parlamentario de Bolivia y otras. Cabe mencionar también que Hernando Siles fue el padre de los que serían luego presidentes bolivianos Hernán Siles Zuazo y Luis Adolfo Siles Salinas. 
Años después de su caída, Hernando Siles sería nombrado, embajador de Bolivia en Perú a principios de los años cuarenta.

## Fallecimiento
Mientras se encontraba como embajador, Hernando Siles falleció el 25 de noviembre de 1942 en la ciudad de Lima, Perú a los 60 años de edad, siendo sus restos repatriados a su ciudad natal.